# Дурдиєва Нурджамал
Нурджамал Дурдиєва (1916, місто Кизил-Арват Закаспійської області, тепер місто Сердар, Туркменістан — 1996, місто Туркменбаші, тепер Туркменістан) — туркменська радянська діяч, секретар ЦК КП Туркменії. Член Бюро ЦК КП Туркменії в 1953—1958 роках. Депутат Верховної ради Туркменської РСР. Депутат Верховної Ради СРСР 4—5-го скликань.

## Життєпис
Народилася в родині робітника.
У 1934—1940 роках — коректор, літературний співробітник туркменської республіканської газети, диктор, редактор дитячого та літературного радіомовлення Туркменської РСР.
Член ВКП(б) з 1940 року.
З 1940 року — на радянській, партійній роботі. З 1945 року — голова Радіокомітету при Раді народних комісарів (з 1946 року — Раді міністрів) Туркменської РСР.
У 1952 році закінчила Вищу партійну школу при ЦК ВКП(б) у Москві.
У 1952—1953 роках — секретар Ашхабадського обласного комітету КП Туркменії.
10 вересня 1953 — 14 грудня 1958 року — секретар ЦК КП Туркменії.
З грудня 1958 року — завідувач Ашхабадського районного відділу народної освіти; директор Красноводського музею краєзнавства Туркменської РСР.
Потім — на пенсії. Померла 1996 року в місті Туркменбаші.

## Нагороди
- орден Трудового Червоного Прапора (28.01.1950)
- орден «Знак Пошани» (1947)
- медалі